# BBC-Everest-Klasse
Die BBC-Everest-Klasse ist eine acht Mehrzweck-Schwergutfrachter umfassende Schiffsklasse der in Leer ansässigen Reederei Briese Schiffahrt. Die Schiffe sind langfristig an die Tochterfirma BBC Chartering verchartert. Das Typschiff BBC Everest wurde 2010 fertiggestellt.

## Einzelheiten
Die Schiffe haben eine Tragfähigkeit von circa 9.600 t bei 7,60 m Tiefgang. Der 6.300 kW leistende MaK-Motor sorgt für eine maximale Geschwindigkeit von 16,5 Knoten. Der Schiffstyp ist mit zwei 350 mts Kranen von NMF ausgerüstet, die im Tandembetrieb eine Tragleistung von 700 mts leisten. Die verstärkte Tankdecke hat eine maximale Belastung von 16 t/m². Damit zählt der Schiffstyp in seiner Klasse zu den leistungsstärksten Frachtern. Es können circa 660 TEU geladen werden, darunter 60 Kühlcontainer. Der Laderaum umfasst 12.391 m³ und die Ladefläche auf Deck 1.245 m². Die Schiffe verbrauchen etwa 24 t HFO pro Tag im Seebetrieb.
Alle Schiffe wurden nach Bergen benannt und sind vom DNV klassifiziert. Gebaut werden die Schiffe im chinesischen Tianjin. Die BBC Everest und die BBC Fuji fahren unter deutscher Flagge mit Heimathafen in Leer, die übrigen Schiffe der Klasse fahren unter der Flagge von Antigua und Barbuda, Heimathafen ist St. John’s.

## Einsatzgebiet
Die Schiffe gehören zur Briese Schiffahrt GmbH & Co. KG und sind an die ebenfalls in Leer ansässigen Tochterfirma BBC Chartering & Logistic GmbH & Co. KG verchartert. Die Schiffe werden in der BBC Americana Line zwischen dem Mittelmeer und Südamerika in einer regelmäßig operierenden Projekt-Schwergut-Linie eingesetzt.

## Die Schiffe
| Schiffsname    | Bauwerft / Baunummer     | IMO-Nummer | Indienststellung | Auftraggeber                                      | Spätere Namen und Verbleib |
| -------------- | ------------------------ | ---------- | ---------------- | ------------------------------------------------- | -------------------------- |
| BBC Everest    | Xingang Shipyard / 357-1 | 9508407    | 2011             | Briese Schiffahrts GmbH & Co. KG MS 'Norddeich'   | -                          |
| BBC Fuji       | Xingang Shipyard / 357-2 | 9508419    | 2011             | Briese Schiffahrts GmbH & Co. KG MS 'Steingrund'  | -                          |
| BBC Kibo       | Xingang Shipyard / 357-3 | 9508421    | 2011             | Briese Schiffahrts GmbH & Co. KG MS 'Polder'      | -                          |
| BBC Mont Blanc | Xingang Shipyard / 357-4 | 9508433    | 2011             | Briese Schiffahrts GmbH & Co. KG MS 'Orkan'       | -                          |
| BBC Olympus    | Xingang Shipyard / 357-5 | 9508457    | 2012             | Briese Schiffahrts GmbH & Co. KG MS 'Amdorf'      | -                          |
| BBC Rushmore   | Xingang Shipyard / 357-6 | 9508469    | 2012             | Briese Schiffahrts GmbH & Co. KG MS 'Wiltshausen' | -                          |
| BBC Vesuvius   | Xingang Shipyard / 357-7 | 9508471    | 2012             | Briese Schiffahrts GmbH & Co. KG MS 'Uthörn'      | -                          |
| BBC Vinston    | Xingang Shipyard / 357-8 | 9508483    | 2013             | Briese Schiffahrts GmbH & Co. KG MS 'Hatshausen'  | 2013: BBC Xingang          |